# Weißiger Dorfbach
Die Weißiger Dorfbach ist ein etwa 3,7 Kilometer langer, linker Nebenfluss der Prießnitz im Dresdner Ortsteil Weißig in der Ortschaft Schönfeld-Weißig.

## Verlauf
Die Weißiger Dorfbach entspringt südöstlich des Ortes. Nachdem sie das Wasser des Strauchgrabens aufgenommen und den Strauchteich durchquert hat, fließt sie durch die Ortslage Altweißig, wo das Flussbett stellenweise durch einen denkmalgeschützten, mit Bruchsteinen eingefassten Graben verläuft. In Altweißig nimmt die Dorfbach das Wasser des Weiden- und des Dammbachs auf und speist den Weißiger Dorfteich. Nördlich der Bundesstraße 6 fließt der Kutscherbach in die Weißiger Dorfbach, die dann am Südrand der Dresdner Heide, unweit der Ullersdorfer Mühle in die Prießnitz mündet.
Als nach der Wende im Norden von Weißig ein neues Wohngebiet gebaut wurde, erhielt eine der dafür angelegten Straßen den Namen Am Weißiger Bach.

## Hochwasserschutz
Während des Hochwassers 2002 kam es im Bereich der Weißiger Dorfbachs, vor allem in der Geländemulde der Ortslage Altweißig, zu erheblichen Schäden durch Überflutungen. Daraufhin wurde im Zuge der Maßnahmen zur Hochwasserschadensbeseitigung beschlossen, die Dorfbach teilweise offenzulegen und naturnah zu gestalten, ebenso wurde der Bau eines Hochwasserrückhaltebeckens veranlasst. Zwischen Januar und Juli 2009 wurde in Zusammenarbeit mit dem Umweltamt Dresden ein 16.500 Kubikmeter Wasser fassendes, „grünes“ Rückhaltebecken an der Dorfbach in Altweißig geschaffen, im September 2009 wurde es offiziell durch den damaligen Ersten Bürgermeister der Stadt Dresden, Dirk Hilbert, eingeweiht. Im Jahr 2010 kam ein weiteres Rückhaltebecken im Bereich des Dammbachs dazu. Während des Hochwasserereignisses 2013 wurde das Rückhaltebecken der Weißiger Dorfbachs erstmals seit der Fertigstellung teilweise geflutet.